# قضیه دیریکله روی تصاعدهای حسابی
در نظریه اعداد قضیه دیریکله روی تصاعدهای حسابی، قضیه ای است که می‌گوید اگر دو عدد طبیعی a و b نسبت به هم اول باشند. تعداد اعداد اول به صورت a+bk بی‌نهایت است که در آن k=۱٬۲٬۳،... است. این اعداد دنباله حسابی به صورت زیر می‌سازند:
{\displaystyle a,\ a+b,\ a+2b,\ a+3b,\ \dots ,\ }
این نظریه تعمیمی است بر نظریه اقلیدس است که بیان می‌دارد تعداد اعداد اول بی‌نهایت است.
مثال
اگر a و b را به ترتیب ۳ و ۴ انتخاب کنیم نتایج به صورت زیر است:
۳، ۷، ۱۱، ۱۹، ۲۳، ۳۱، ۴۳، ۴۷، ۵۹، ۶۷، ….
قضیه دیریکله نشان می‌دهد که
{\displaystyle {\frac {1}{3}}+{\frac {1}{7}}+{\frac {1}{11}}+{\frac {1}{19}}+{\frac {1}{23}}+{\frac {1}{31}}+{\frac {1}{43}}+{\frac {1}{47}}+{\frac {1}{59}}+{\frac {1}{67}}+\cdots }
یک سری واگرا است.
جدول زیر چند عدد اول که از این نظریه به دست آمده‌اند را نشان می‌دهد
| سری آریتمیک | ده عدد اول                                     | آی‌دی OEIS |
| ----------- | ---------------------------------------------- | --------- |
| ۲n + ۱      | ۳, ۵, ۷, ۱۱, ۱۳, ۱۷, ۱۹, ۲۳, ۲۹, ۳۱, …         | A065091   |
| ۴n + ۱      | ۵, ۱۳, ۱۷, ۲۹, ۳۷, ۴۱, ۵۳, ۶۱, ۷۳, ۸۹, …       | A002144   |
| ۴n + ۳      | ۳, ۷, ۱۱, ۱۹, ۲۳, ۳۱, ۴۳, ۴۷, ۵۹, ۶۷, …        | A002145   |
| ۶n + ۱      | ۷, ۱۳, ۱۹, ۳۱, ۳۷, ۴۳, ۶۱, ۶۷, ۷۳, ۷۹, …       | A002476   |
| ۶n + ۵      | ۵, ۱۱, ۱۷, ۲۳, ۲۹, ۴۱, ۴۷, ۵۳, ۵۹, ۷۱, …       | A007528   |
| ۸n + ۱      | ۱۷, ۴۱, ۷۳, ۸۹, ۹۷, ۱۱۳, ۱۳۷, ۱۹۳, ۲۳۳, ۲۴۱, … | A007519   |
| ۸n + ۳      | ۳, ۱۱, ۱۹, ۴۳, ۵۹, ۶۷, ۸۳, ۱۰۷, ۱۳۱, ۱۳۹, …    | A007520   |
| ۸n + ۵      | ۵, ۱۳, ۲۹, ۳۷, ۵۳, ۶۱, ۱۰۱, ۱۰۹, ۱۴۹, ۱۵۷, …   | A007521   |
| ۸n + ۷      | ۷, ۲۳, ۳۱, ۴۷, ۷۱, ۷۹, ۱۰۳, ۱۲۷, ۱۵۱, ۱۶۷, …   | A007522   |
| ۱۰n + ۱     | ۱۱, ۳۱, ۴۱, ۶۱, ۷۱, ۱۰۱, ۱۳۱, ۱۵۱, ۱۸۱, ۱۹۱, … | A030430   |
| ۱۰n + ۳     | ۳, ۱۳, ۲۳, ۴۳, ۵۳, ۷۳, ۸۳, ۱۰۳, ۱۱۳, ۱۶۳, …    | A030431   |
| ۱۰n + ۷     | ۷, ۱۷, ۳۷, ۴۷, ۶۷, ۹۷, ۱۰۷, ۱۲۷, ۱۳۷, ۱۵۷, …   | A030432   |
| ۱۰n + ۹     | ۱۹, ۲۹, ۵۹, ۷۹, ۸۹, ۱۰۹, ۱۳۹, ۱۴۹, ۱۷۹, ۱۹۹, … | A030433   |